# Devaterník
Devaterník (Helianthemum) je rod rostlin patřící do čeledi cistovité (Cistaceae). Obsahuje asi 175 druhů, rozšířeny jsou především ve Středomoří.

## Použití
Některé druhy lze použít jako okrasné rostliny. Hodí se pro soliterní výsadbu, i do skupin.

## Taxonomie
Pěstované velkokvěté kultivary devaterníku jsou nejčastěji výsledkem složitého křížení devaterníku penízkovitého (H. nummularium), devaterníku apeninského (H. appeninum) a devaterníku velkokvětého (H. grandiflorum). Někdy jsou prodávány pod obchodním názvem Helianthemum hybridum. V botanické taxonomii se však takový název nevyskytuje.

## Pěstování
Kříženci ale i druhy rodu jsou někdy pěstovány jako trvalky a skalničky. Devaterník je vhodný pro výsadbu větších ploch, avšak může snadno prorůstat a být přerůstán vyšším plevelem, především ve vlhčích živných půdách. Jde vesměs o nenáročné, suchomilné rostliny. Vytváří menší keříky s drobnými lístky a poměrně velkými barevnými květy. Preferuje slunečné polohy a propustné, přiměřeně vlhké půdy. Po zakořenění snese i dočasně sušší podmínky. Množí se semeny a řízkováním.

## Zástupci
- devaterník alpský (Helianthemum alpestre)
- devaterník apeninský (Helianthemum apenninum)
- devaterník oleandský (Helianthemum oelandicum)
- devaterník penízkovitý (Helianthemum nummularium)
- devaterník šedý (Helianthemum canum)
- devaterník velkokvětý (Helianthemum grandiflorum)[4][2]